# Forel-sur-Lucens
Forel-sur-Lucens (toponimo francese) è una frazione di 152 abitanti del comune svizzero di Lucens, nel Canton Vaud (distretto della Broye-Vully).

## Storia

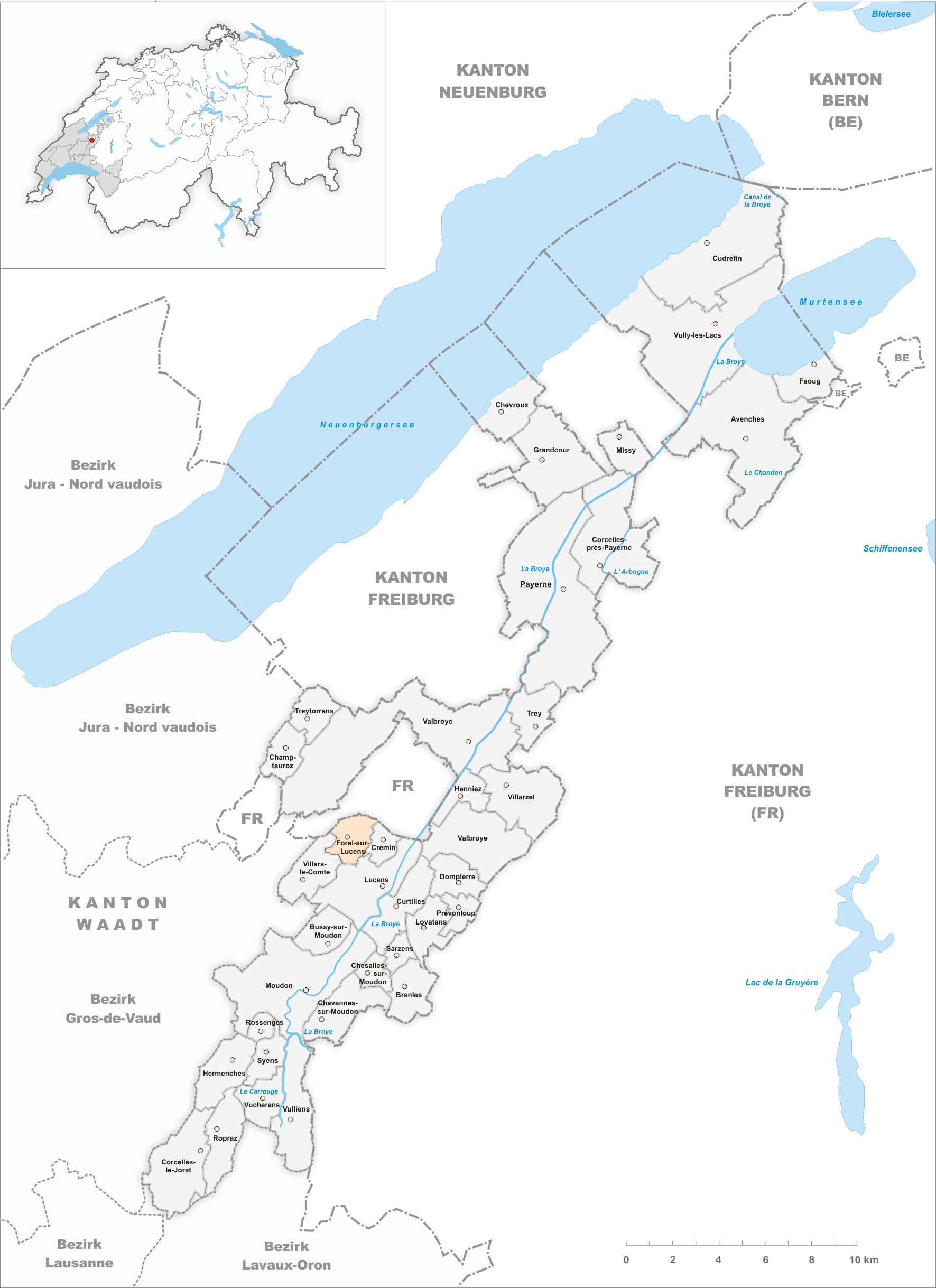
Il territorio del comune di Forel-sur-Lucens prima degli accorpamenti comunali del 2017

Già comune autonomo che si estendeva per 2,84 km² e che comprendeva anche le frazioni di Forel-Dessous e Forel-Dessus, nel 2017 è stato accorpato al comune di Lucens assieme agli altri comuni soppressi di Brenles, Chesalles-sur-Moudon, Cremin e Sarzens.

## Monumenti e luoghi d'interesse

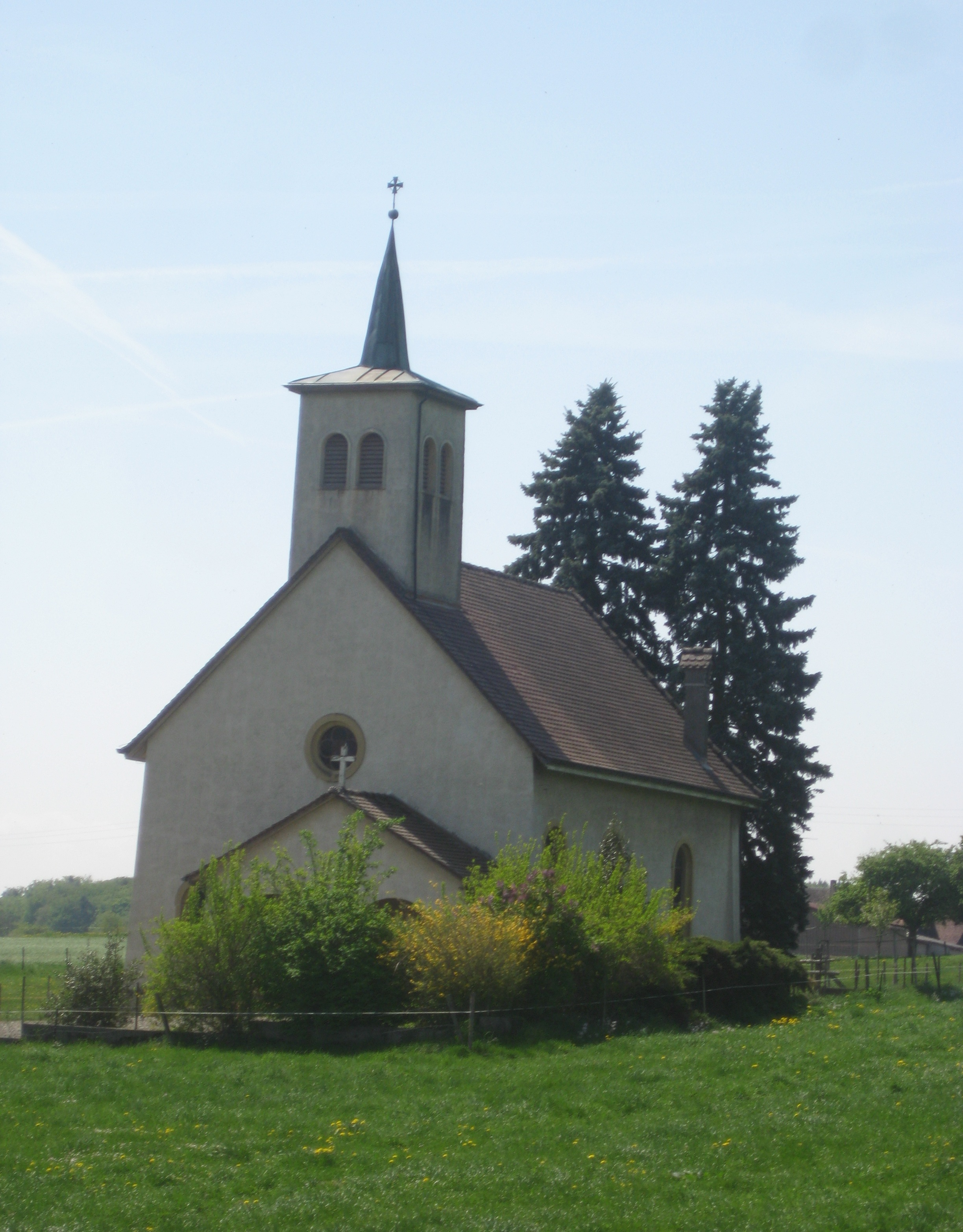
La cappella

- Cappella riformata, eretta nel 1951[1].

## Società

### Evoluzione demografica
L'evoluzione demografica è riportata nella seguente tabella:
Abitanti censiti

## Amministrazione
Ogni famiglia originaria del luogo fa parte del cosiddetto comune patriziale e ha la responsabilità della manutenzione di ogni bene ricadente all'interno dei confini della frazione.